# Manchmal in meinen Träumen (Bevor mein Weg zu den Sternen begann)
Manchmal in meinen Träumen (Bevor mein Weg zu den Sternen begann) ist ein deutschsprachiger Schlager, der von Freddy Quinn komponiert und 1993 veröffentlicht wurde. Der Text stammt von Ernst Bader.

## Entstehung
Der Komponist ist Freddy Quinn, der Text stammte von Ernst Bader. Bei der Gesellschaft für musikalische Aufführungs- und mechanische Vervielfältigungsrechte ist das Lied unter der GEMA-Werk.-Nr: 2553821-001 mit dem Werktitel Manchmal in meinen Träumen genannt und als Originalverlag Esperanza Mv Frank Oldenburg E. K. eingetragen. Eine zweite Version ist unter dem GEMA-Werk.-Nr: 2553821-002 unter demselben Werktitel mit Joe Kirsten als Bearbeiter eingetragen.

## Liedtext
Das Lyrische Ich erzählt aus seiner Vergangenheit: Kreuz und quer sei es durch die Welt gereist und habe oft sein Glück gemacht. Er habe oft in „den feinsten Lokalen gespeist nach mancher verbummelten Nacht“. Er sei als Tramp mit der Eisenbahn gereist und sei dann als Clown im Lichterschein gestanden. „Ich fing die verrücktesten Sachen an, um einmal ganz oben zu sein.“ Ein blondes Mädchen habe ihm gut gefallen, sie habe ihn gemocht, doch „mehr hat sie niemals gewollt“. Nun habe er „alles erreicht, wie es ihm gefällt, doch die Liebe zerbrach“. Im Refrain singt das Lyrische Ich, dass er in den Träumen daran denkt, „wie wunderbar das Leben damals war, bevor mein Weg zu den Sternen begann.“

## Veröffentlichungen
Unter dem Titel Bevor mein Weg zu den Sternen begann wurde das Lied 1993 auf Freddy Quinns Studioalbum Wieder auf der Reise veröffentlicht, das auf Compact Disc im Musiklabel Mega Herz unter der Katalognummer 3890522-2 in Deutschland erschien.
Spätere Veröffentlichungen geschahen immer unter dem Titel Manchmal in meinen Träumen, so erschien das Lied auf dem 1995 erschienenen Album Große Freiheit Nr. 7, das unter der Katalognummer 74321 31518 2 auf Compact Disc im Musiklabel Ariola Express veröffentlicht wurde. Das Copyright lag bei der BMG Ariola Miller GmbH, die Veröffentlichung geschah durch BMG Ariola und die Herstellung von CD Plant AB. Die beteiligten Rechtegesellschaften waren die Gesellschaft für musikalische Aufführungs- und mechanische Vervielfältigungsrechte und Bureau International de l’Edition Mecanique.
1998 erschien das Lied auf dem Album Freddy Quinn, das auf Compact Disc im Musiklabel LaserLight Digital unter der Katalognummer 21 150 erschien. Die Plattenfirma war die Delta Music GmbH. Im selben Jahr erschien das Lied auf dem Album Seine schönsten Lieder, das unter der Katalognummer 24389 ebenfalls im Musiklabel LaserLight Digital veröffentlicht wurde; dieses Album war ein Doppelalbum auf Compact Disc. Das phonographische Copyright lag bei der Delta Music GmbH.
2021 erschien das Lied auf dem Fünffachalbum Die große Dankeschön-Edition, das im Musiklabel Telamo unter der Katalognummer 405380420909 erschien. Ein weiters Fünffachalbum mit dem Lied war das Album Lieder, die das Leben schrieb, das als Boxset im Musiklabel Sonocord unter der Katalognummer 302 152 4 erschien. In Österreich erschien das Sechsfachalbum Sonderedition – 120 große Erfolge im Musiklabel Eurotrend unter der Katalognummer cd 135.071, das ebenfalls das Lied beinhaltete.
Das Lied war auf dem Kompilationsalbum Unter fremden Sternen, das im Musiklabel Edition Nordstern unter der Katalognummer QSV 246 auf Compact Disc erschien. Ein weiteres Kompilationsalbum mit dem Lied war Große Freiheit Nr. 7, das auf Compact Disc im Musiklabel Ariola Express unter der Katalognummer 74321 31518 2 erschien.